# Gonomyia aciculifera
Gonomyia aciculifera là một loài ruồi trong họ Limoniidae. Chúng phân bố ở miền Tân bắc.